# Битва под Чаусами
Битва под Чаусами — сражение русско-польской войны 1654—1667 годов, произошедшее под городом Чаусы Могилёвской области 16 (26) мая 1662 года.

## Предыстория
В 1660—1661 годах польско-литовские войска в ходе успешного контр-наступления вытеснили русские войска с большей части территории Великого княжества Литовского. Некоторые крепости, в том числе Борисов и Старый Быхов, оставались под контролем русских гарнизонов, однако находились в отрезанных от основных сил положении. Командование военной группировкой на белорусском направлении находилось в Смоленске. Воевода Пётр Долгоруков не раз снаряжал обозы с продовольствием для блокированных крепостей. Один из таких обозов в Старый Быхов на правый берег Днепра был послан 1 мая. С богатыми хлебными запасами, казной и боеприпасами шёл новый воевода Быхова Аверкий Болтин со свежим личным составом для гарнизона, а для охраны обоза был выделен отряд под командованием генерал-майора Уильяма Драммонда (Вилима Дромонта). В состав его войска входили рейтары, стрельцы и присягнувшая царю смоленская шляхта. Конвою угрожали многочисленные отряды «полских и литовских людей»  под общим командованием оршанского подкомория Кшиштофа Стеткевича, пытавшиеся не пропустить обоз в Старый Быхов. Они были преимущественно волонтёрскими, поскольку компутовое войско бунтовало в связи с невыплатами жалования. Пропитание волонтёры добывали в основном за счёт грабежа населения.

## Ход сражения
Обоз был атакован польско-литовскими разъездами, но они были отбиты. На переправе через реку Басю в пяти верстах от Чаусов войска Речи Посполитой обустроили шанцы и укрепления, чтобы преградить русскому обозу дорогу. Предвидя засаду, Драммонд провёл разведку и принял решение об атаке позиций противника рейтарами. В результате боя неприятеля «с поля збили… и на том бою пехоты порубили 16 знамен, а рубили, гнали и секли за реку Басю на 15 верстах, да на том же бою государевы ратные люди побили полских и литовских людей тысечи с полторы и болши». Многие из бежавших утонули в реке Басе или болотах. Было захвачено несколько десятков знатных пленников, среди них шкловский комендант. Потери в полторы тысячи являются, вероятно, завышенными, и составляли на самом деле несколько сотен человек.

## Значение и последствия
Разбив польско-литовское войско, Драммонд привёл обоз в Старый Быхов, оставив в нём в том числе подкрепление к гарнизону. Причиной поражения стала неопытность нерегулярных частей волонтёров. Литовское командование, собравшиее их с разных поветов, ошибочно полагало, что они смогут противостоять в прямом полевом бою хорошо обученным российским полкам нового строя. Битва не являлась генеральным сражением в ходе наступления одной из сторон, но задача по поддержанию функционирования заднепровских гарнизонов была выполнена. В феврале 1663 года уже генерал-поручик Вильям Драммонд провел новый конвой с припасами из Смоленска в Старый Быхов, пополнив его гарнизон солдатами и запасами. В этот раз обошлось без сражения с противником, никто не рискнул перекрыть ему дорогу.
Воевода Аверкий Болтин успешно держал оборону до февраля 1664 года. Когда все запасы были исчерпаны, оставшийся гарнизон по договорённости с противником покинул крепость ввиду угрозы большого наступления польско-литовской армии на Украине из-за невозможности удерживать город далее.